# Papozze
Papozze település Olaszországban, Veneto régióban, Rovigo megyében. Lakosainak száma 1358 fő (2023. január 1.). Papozze Adria, Riva del Po, Villanova Marchesana, Ariano nel Polesine és Corbola községekkel határos.

## Népesség
A település lakossága az elmúlt években az alábbi módon változott:
| Lakosok száma | 1486 | 1455 | 1358 |
|               | 2017 | 2018 | 2023 |